# Gnomidolon hamatum
Gnomidolon hamatum är en skalbaggsart som beskrevs av Linsley 1935. Gnomidolon hamatum ingår i släktet Gnomidolon och familjen långhorningar.
Artens utbredningsområde är Panama. Inga underarter finns listade i Catalogue of Life.